# Logi Gunnarsson
Logi Gunnarsson (Keflavík, 5 de septiembre de 1981) es un exjugador de baloncesto islandés. Con 1,92 metros de altura jugaba en la posición de escolta. Es considerado por los aficionados del UMFN Njarðvík como una figura emblemática del club. Fue internacional absoluto con Islandia.

## Trayectoria Profesional

### Inicios
Hijo de Gunnar Þorvarðarson -exjugador y entrenador de baloncesto-, Logi se formó en la cantera del UMFN Njarðvík, donde hizo su debut con el equipo superior en 1997. 
Al año siguiente dejó su país para mudarse a los Estados Unidos. Allí asistió a la St. Mary High School en Rutherford, Nueva Jersey, donde jugó para los Gaels, el equipo de la institución que compite en la New Jersey State Interscholastic Athletic Association. 

### Primer retorno a Islandia
En febrero de 2000 retornó a su país y se reincorporó al UMFN Njarðvík. El equipo terminó en la cima de la tabla de posiciones en la temporada regular, pero fue eliminado en las semifinales de los playoffs por el título. 
Sin embargo el UMFN Njarðvík dominaría el baloncesto superior islandés durante las siguientes dos temporadas, coronándose dos veces campeón de la Úrvalsdeild karla en 2001 y 2002. 

### Experiencia en Europa
Logi fue contratado por el Ratiopharm Ulm de la 2. Basketball Bundesliga en el verano de 2002. Pese a que el equipo falló en su intento por conseguir el ascenso a la máxima categoría del baloncesto profesional alemán, el escolta islandés realizó una destacada campaña que le sirvió para ser fichado en la siguiente temporada por el Gießen 46ers. 
Aunque compitió por dos años en la BBL, tuvo un limitado tiempo de juego con su equipo. Por ello en septiembre de 2005 optó por acabar su vínculo contractual con el Gießen 46ers para unirse al BBC Bayreuth, en lo que sería su regreso a la 2. Basketball Bundesliga.
Durante el verano de 2006 hubo rumores de que Logi continuaría con su carrera en el baloncesto húngaro tras cuatro años en Alemania, sin embargo el escolta terminaría fichando con el Torpan Pojat de la Korisliiga de Finlandia. En su nuevo club asumiría el rol de anotador, finalizando la temporada con un promedio de 17,4 puntos por partido en 35 presentaciones. 
En abril de 2007 el Gijón Baloncesto sumó a Logi a sus filas para intentar revertir la mala campaña que había realizado durante la temporada 2006-07 de la Liga LEB y evitar así el descenso, cosa que finalmente no ocurrió. De todos modos el club asturiano, conforme con el nivel de juego y la entrega al equipo del islandés, le ofreció renovar su contrato y disputar la temporada 2007-08 de la LEB 2.

### Segundo retorno a Islandia
Luego de que se frustraran las mejores propuestas para continuar jugando en algún club de la Europa continental, Logi retornó a su país natal para reincorporarse al UMFN Njarðvík y guiarlo hacia la conquista del título. Empero el equipo terminó la temporada sin obtener ninguno de los campeonatos que disputó.

### Entre Francia y Suecia
Logi dejó Islandia en 2009 para volver a probar suerte en el baloncesto competitivo europeo. Consiguió un contrato por un año con el equipo francés Saint-Étienne Basket, que a la sazón competía en la Nationale Masculine 1. Su club terminaría perdiendo la categoría al finalizar la temporada, por lo que el escolta dejó el país y se unió al Solna Vikings de la Basketligan de Suecia. En los dos años que permaneció allí fue titular de su equipo. 
Al finalizar su contrato con los Solna Vikings en 2012 decidió no renovarlo para volver a intentar competir en la NM1 de Francia, pero esta vez como parte de la plantilla del Angers.

### Tercer retorno a Islandia
Aunque había promediado 12,4 puntos por partido en su última temporada en Francia -demostrando con ello que era un jugador apto para competir allí-, Logi optó por regresar a su país por tercera vez. Nuevamente se sumó a las filas del UMFN Njarðvík, club con el cual intentaría infructuosamente desafiar la hegemonía del KR. 
En 2021 participó de la conquista de la Bikarkeppni karla, algo que el UMFN Njarðvík no lograba desde 2002. 
En su última temporada como jugador profesional, la 2022-23, lideró a su equipo hacia las semifinales de los playoffs de la Úrvalsdeild karla, donde cayeron derrotados ante el Tindastóll.

## Selección nacional
Logi, al igual que su padre, fue jugador de la selección de baloncesto de Islandia.
Actuó en varios campeonatos juveniles europeos pero también en torneos reservados a las selecciones absolutas. Su mayor logro con el equipo nacional fue la conquista de la medalla de oro en el torneo de baloncesto de los Juegos de los Pequeños Estados de Europa de 2007.